# Heteroskedastyczność
Heteroskedastyczność (lub heteroscedastyczność) – pojęcie z zakresu statystyki odnoszące się do ciągu lub wektora zmiennych losowych. Własność ta jest zaprzeczeniem posiadania przez taki ciąg lub wektor własności homoskedastyczności, tzn. przynajmniej jedna zmienna losowa z ciągu różni się od innych wariancją lub jej wariancja jest nieskończona. Heteroskedastyczność rozważa się w kontekście modeli ekonometrycznych, szczególnie przy estymacji metodą najmniejszych kwadratów, ze względu na jedno z założeń Klasycznego Modelu Regresji Liniowej, mówiącego o homoskedastyczności wariancji składnika losowego. Możemy wyróżnić heteroskedastyczność addytywną, gdy wariancja składnika losowego jest funkcją afiniczną zmiennych wpływających na jej wielkość, oraz heteroskedastyczność multiplikatywną, gdy wariancja przyjmuje postać wykładniczą.

## Przyczyny
Na wystąpienie heteroskedastyczności może mieć wpływ zarówno niepoprawna
forma funkcyjna modelu, jak i ominięcie istotnych zmiennych. Przykładem
jest model popytu, kiedy zainteresowanie danym produktem uzależniane
jest jedynie od jego ceny. Wówczas wpływ cen pozostałych produktów
oraz wielkość dochodu będzie uwzględniona w wielkości składnika losowego.
Kolejnym istotnym czynnikiem mogącym wywołać heteroskedastyczność jest
jakość zbioru danych. W tym przypadku wariancja błędu losowego może w
istotny sposób wynikać z błędnych obserwacji. Sytuacja ta może mieć miejsce
podczas opracowywania modelu wzrostu PKB. Wówczas bazowanie na danych
z krajów postsowieckich czy Afryki może wiązać się z licznymi błędami
i skutkować niepożądanym charakterem wariancji. Częstym powodem braku
homoskedastyczności jest po prostu natura badanego zjawiska. Zauważyć
to można podczas analizy wagi ciała. W grupie dzieci zaraz po urodzeniu
wariancja jest niewielka, natomiast 10 lat później można się spodziewać, iż
będzie ona znacznie wyższa. Ponadto wystąpienie heteroskedastyczności jest
bardzo prawdopodobne w przypadkach, kiedy wysoka wartość zmiennej zależnej
jest warunkiem koniecznym, ale niewystarczającym do osiągania wysokiej wartości zmiennej zależnej. Heteroskedastyczność częściej występuje w przypadku danych przekrojowych niż szeregów czasowych.

## Skutki
W przypadku występowania heteroskedastyczności uzyskane estymatory są
nieobciążone i zgodne, ale nieefektywne. Obciążone mogą być natomiast estymatory wariancji składnika
losowego, co wiąże się zazwyczaj z niedoszacowaniem średnich
błędów estymatorów parametrów, nieprawidłowymi
przedziałami ufności, a w konsekwencji prowadzi do błędnego wnioskowania
statystycznego.

## Testy na obecność heteroskedastyczności
Nieformalnym sposobem na sprawdzenie istnienia heteroskedastyczności jest
analiza graficzna reszt z modelu. Istnieje jednak wiele formalnych testów
pozwalających zbadać hipotezę o istnieniu heteroskedastyczności.
W przypadku modeli regresji są to:
- test Goldfelda-Quandta
- test Breuscha-Pagana
- test Cooka-Weisberga
- test Glejsera
- test Harrisona-McCabe'a
- test White’a

Do testów stosowanych dla danych pogrupowanych należą:
- test F jednorodności wariancji
- test Levene’a
- test Hartleya
- test C Cochrana
- test Browna-Forsythe’a

## Sposoby likwidacji heteroskedastyczności
- Dodanie nowych zmiennych wyjaśniających przyczyny niejednorodnej wariacji zmiennej zależnej przy niskich lub wysokich wartościach zmiennej niezależnej,
- Transformacja zmiennej zależnej poprzez:
  - podzielenie zmiennej zależnej przez zmienna niezależną,
  - pomnożenie zmiennej zależnej przez zmienna niezależną,
  - logarytmowanie zmiennych,
  - pierwiastkowanie zmiennych,
- Podział zbioru na podgrupy o jednorodnej wariancji,
- Stosowanie specjalnych modeli ARCH.

Ponadto można zastosować następujące metody (nie likwidują heteroskedastyczności, ale minimalizują jej wpływ na poprawność oszacowań parametrów)
- Ważona metoda najmniejszych kwadratów,
- Odporny estymator White’a macierzy kowariancji.